# Liste der gefallenen Adeligen auf Habsburger Seite in der Schlacht bei Sempach/E

## E
| Geschlecht         | Vorname(n) | Einheitsname          | Stammsitz                                                | abweichende Schreibweisen                            | Quelle(n) | Anmerkungen | Wappen |
| ------------------ | --- | --------------------- | -------------------------------------------------------- | ---------------------------------------------------- | --- | --- | ------ |
| Echingen           | | siehe Wehingen        |                                                          |                                                      | | |        |
| Effinger           | Gebhart | Gebhart Effinger      | Brugg?                                                   |                                                      | Schlachtkapelle Sempach | "Dis sind Ritter und Knecht us dem Argov"; einzige Nennung |        |
| Effinger           | Gissbrecht | Gissbrecht Effinger   | Brugg?                                                   |                                                      | Schlachtkapelle Sempach | "Dis sind Ritter und Knecht us dem Argov"; einzige Nennung |        |
| Ehingen            | Burckhart; Burckart; Burckhardt; Burkhart; Burckhard; Der Lang Burckhart; Burchart; Burckhart; longus Burkardus        | Burckhart von Ehingen | Ehingen (Rottenburg am Neckar); Weilerburg (Rottenburg)? | Echingen; Eschingen                                  | • Luzerner Chronik von Melchior Russ, 1482 • Anonyme österreichische Chronik in Stuttgart, Handschrift 16. Jh. • Breisgauische Liederhandschrift, 1445 • Chronik des Nicolaus Stulmann, 1407 • Eydgnössisch-schweytzerischer Regiments Ehren-Spiegel • Oesterreichische Verlustliste, ca. 1484 • Conrad Schnitt: Wappenbuch der Baslerischen Geschlechter, 1530 • Zusätze zu Petermann Etterlins Chronik, 1531–1545 • Liste des Christian Wurstisen, nach 1580 | "der Lang - Des von Wirttenbergs diener"; "Item von des von Wirtembergs wegen seind nidergelegen diss nachgeschriben " |        |
| Ehingen            | Haman | Haman von Ehingen     | Ehingen (Rottenburg am Neckar); Weilerburg (Rottenburg)? | Echingen; Eschingen                                  | Eydgnössisch-schweytzerischer Regiments Ehren-Spiegel; | |        |
| Egrecht            | Leo | Leo Egrecht           | Schaffhausen                                             |                                                      | Chronik des Nicolaus Stulmann, 1407 | "Edelknecht von Schauffhusen, genant Waissegk " |        |
| Empstain; Engshain | | siehe Conrad Stör     |                                                          |                                                      | | |        |
| Ems                | Egloff; Eglofus; Egnolff; Egenolff; Rudolff                                                                            | Eglof von Ems         | Burg Niederwindegg                                       | Embs; Empss; Empsz; Emptz                            | • Anonyme österreichische Chronik in Stuttgart, Handschrift 16. Jh. • Eydgnössisch-schweytzerischer Regiments Ehren-Spiegel • Conrad Schnitt: Wappenbuch der Baslerischen Geschlechter, 1530 • Thurgauer Chronik • Petermann Etterlin´s Chronik, Basel, 1507 • Chronik des Benedictinerstiftes Zwettel in Österreich • Chronik des Nicolaus Stulmann, 1407 • Jakob Twinger von Königshofen, Stiftsherr zu Straßburg • Luzerner Chronik von Melchior Russ, 1482 • Oesterreichische Verlustliste, ca. 1484 • Johann Viler: Chronica von Keisern, Paepsten, Eidgenossenschaft und Elsass • Breisgauische Liederhandschrift, 1445 • Zusätze zu Petermann Etterlins Chronik, 1531–1545 • Oesterreichische Verlustliste, 1488 • Frankfurter Verlustliste • Aegidius Tschudi: Chronicon Helveticum • Liste des Christian Wurstisen, nach 1580                                                  | Eglof von Ems war Vogt auf Burg Niederwindegg; liegt in Königsfelden begraben; "was der thürist Ritter den mal dozemal fand" |        |
| Ems                | Hartman | Hartman von Ems       | Burg Neu-Ems / Alt-Ems?                                  | Emptz                                                | Luzerner Chronik von Melchior Russ, 1482 | Einzige Nennung eines Hartman |        |
| Ems                | Ulrich; Uolrich; Uolricus; Vlrich                                                                                      | Ulrich von Ems        | Burg Neu-Ems / Alt-Ems?                                  | Emptz; Emps; Empss; Empts; Emptz; Empz; Emss         | • Eydgnössisch-schweytzerischer Regiments Ehren-Spiegel • Conrad Schnitt: Wappenbuch der Baslerischen Geschlechter, 1530 • Thurgauer Chronik • Petermann Etterlin´s Chronik, Basel, 1507 • Chronik des Nicolaus Stulmann, 1407 • Jakob Twinger von Königshofen, Stiftsherr zu Straßburg; Luzerner Chronik von Melchior Russ, 1482 • Oesterreichische Verlustliste, ca. 1484 • Johann Viler: Chronica von Keisern, Paepsten, Eidgenossenschaft und Elsass, Breisgauische Liederhandschrift, 1445 • Zusätze zu Petermann Etterlins Chronik, 1531–1545 • Oesterreichische Verlustliste, 1488 • Frankfurter Verlustliste ("Huni - czwene von emps") • Aegidius Tschudi: Chronicon Helveticum • Liste des Christian Wurstisen, nach 1580 | "hienach volgen alle die so mit hertzog Lüpolt von Osterrich for Sempach erschlagen …. Und zuo Küngsfelden begdraben ligen - item ist zuo wüssen, das disse herren allein in eineme kasten gen Küngssfelden kommen sind und sinne rät und dienner gewesen sindt: "          |        |
| End                | Wilhelmus; Wilhelm; Wilhalm; Willhalm                                                                                  | Wilhelm von End       | Etsch                                                    | Ende; Endt; Ennd; Ent; Cued                          | • Chronik des Benedictinerkosters Kremsmünster in Österreich • Luzerner Chronik von Melchior Russ, 1482 • Breisgauische Liederhandschrift, 1445 • Conrad Schnitt: Wappenbuch der Baslerischen Geschlechter, 1530 • Eydgnössisch-schweytzerischer Regiments Ehren-Spiegel • Oesterreichische Chronik; Oesterreichische Chronik des Veit Arenpeck, 1488–1495 • Oesterreichische Verlustliste, ca. 1484 • Thurgauer Chronik; Zusätze zu Petermann Etterlins Chronik, 1531–1545 • Chronik des Thomas Ebendorfer von Haselbach, ca. 1440–1463 • Oesterreichische Verlustliste, 1488 • Anonyme österreichische Chronik in Stuttgart, Handschrift 16. Jh. • Chronik des Oesterreichers Gregor oder Matthäus Hagen • Chronik des Nicolaus Stulmann, 1407 • Klingenberger Chronik von Johann von Klingenberg • Aegidius Tschudi: Chronicon Helveticum • Liste des Christian Wurstisen, nach 1580 | liegt in Königsfelden begraben, "ab der Etsch " |        |
| Endingen           | Eberhart; Eberly; Eberhardus; Eberli; Aeberlin                                                                         | Eberlin von Endingen  | Burg Unterendingen                                       | Endinngen; Madingen; Mädingen                        | • Conrad Schnitt: Wappenbuch der Baslerischen Geschlechter, 1530 • Chronik des Nicolaus Stulmann, 1407 • Eydgnössisch-schweytzerischer Regiments Ehren-Spiegel • Thurgauer Chronik • Aegidius Tschudi: Chronicon Helveticum | "Sequuntur servi Domini Wirtembergensis" Wohl stammesverwandt mit den Herren von Endingen am Kaiserstuhl. Liegt nach Egli in Königsfelden begraben. |        |
| Eptingen           | Conrad; Cüntzlin; Cunrat; Cuntzli; Cunradt; Cuntzlin; Cuontzly; Conradus; Contzli; Stoffel genannt Mandlen; Cüntzlinus | Conrad von Eptingen   | Burg Bischofstein (Sissach)                              | Edecken; Epfingen; Epptingen; Eptinngen; Optingen    | • Eydgnössisch-schweytzerischer Regiments Ehren-Spiegel • Anonyme österreichische Chronik in Stuttgart, Handschrift 16. Jh. • Oesterreichische Verlustliste, 1488 • Breisgauische Liederhandschrift, 1445 • Luzerner Chronik von Melchior Russ, 1482 • Oesterreichische Verlustliste, ca. 1484 • Thurgauer Chronik; Zusätze zu Petermann Etterlins Chronik, 1531–1545 • Conrad Schnitt: Wappenbuch der Baslerischen Geschlechter, 1530 • Chronik des Nicolaus Stulmann, 1407 • Frankfurter Verlustliste • Schlachtkapelle Sempach • Liste des Christian Wurstisen, nach 1580 | Die Eptingische Chronik aus dem Jahre 1487 nennt fünf gefallene Eptinger. |        |
| Eptingen           | Peter; Petter im hag                                                                                                   | Peter von Eptingen    | Burg Bischofstein (Sissach)                              | Eptinngen                                            | • Thurgauer Chronik • Zusätze zu Petermann Etterlins Chronik, 1531–1545 • Conrad Schnitt: Wappenbuch der Baslerischen Geschlechter, 1530 • Schlachtkapelle Sempach • Liste des Christian Wurstisen, nach 1580 | "im Hage"; "ritter und knecht us dem Ergöw " Die Eptingische Chronik aus dem Jahre 1487 nennt fünf gefallene Eptinger. Mitglied im Löwenbund |        |
| Eptingen           | Peterman; Petermans; Petterman                                                                                         | Peterman von Eptingen | Burg Bischofstein (Sissach)                              | Epfingen; Epptingen; Optingen                        | • Anonyme österreichische Chronik in Stuttgart, Handschrift 16. Jh. • Oesterreichische Verlustliste, 1488 • Luzerner Chronik von Melchior Russ, 1482 • Oesterreichische Verlustliste, ca. 1484 • Thurgauer Chronik • Zusätze zu Petermann Etterlins Chronik, 1531–1545 • Conrad Schnitt: Wappenbuch der Baslerischen Geschlechter, 1530 • Frankfurter Verlustliste • Liste des Christian Wurstisen, nach 1580 | "sin sun "; "genand im hagg son" Die Eptingische Chronik aus dem Jahre 1487 nennt fünf gefallene Eptinger. Mitglied im Löwenbund; "Filius eius" (des Peter) |        |
| Eptingen           | Thüring; Düring; Turing; Türing; Thurinng; Burkart genannt Sponer; Thuringus                                           | Türing von Eptingen   | Burg Bischofstein (Sissach)                              | Eptinngen; Optingen                                  | • Anonyme österreichische Chronik in Stuttgart, Handschrift 16. Jh. • Breisgauische Liederhandschrift, 1445 • Luzerner Chronik von Melchior Russ, 1482 • Oesterreichische Verlustliste, ca. 1484 • Thurgauer Chronik • Zusätze zu Petermann Etterlins Chronik, 1531–1545 • Conrad Schnitt: Wappenbuch der Baslerischen Geschlechter, 1530 • Frankfurter Verlustliste • Schlachtkapelle Sempach • Liste des Christian Wurstisen, nach 1580 | Die Eptingische Chronik aus dem Jahre 1487 nennt fünf gefallene Eptinger. |        |
| Eptingen           | Walter |                       | Burg Bischofstein (Sissach)                              |                                                      | Luzerner Chronik von Melchior Russ, 1482 | "sin sun" Walter wird lediglich einmal erwähnt. In einigen Chroniken werden die einzelnen Namen nicht extra aufgeführt, sondern lediglich die Anzahl der von dieser Familie Gefallenen. Die Eptingische Chronik aus dem Jahre 1487 nennt insgesamt fünf gefallene Eptinger. |        |
| Erbach?            | Sigfrid | Sigfrid von Erbach    |                                                          |                                                      | Eydgnössisch-schweytzerischer Regiments Ehren-Spiegel | einzige Nennung. Es handelt sich hierbei eventuell um die Schencken von Erbach. | evtl.  |
| Erzingen           | Friderich; Fridrich; Fridericus; Friderich; Fritz                                                                      | Fridrich von Erzingen | Erzingen (Klettgau)                                      | Entzingen; Ertzingen; Erntzingen                     | • Oesterreichische Verlustliste, 1488 • Anonyme österreichische Chronik in Stuttgart, Handschrift 16. Jh. • Breisgauische Liederhandschrift, 1445 • Chronik des Nicolaus Stulmann, 1407 • Conrad Schnitt: Wappenbuch der Baslerischen Geschlechter, 1530 • Eydgnössisch-schweytzerischer Regiments Ehren-Spiegel • Oesterreichische Verlustliste, ca. 1484 • Thurgauer Chronik • Zusätze zu Petermann Etterlins Chronik, 1531–1545 • Aegidius Tschudi: Chronicon Helveticum • Liste des Christian Wurstisen, nach 1580 | "Freyherr"; "ritter und knecht von Schwaben"; "Vss der Etsch:"; "Item die von Araw"; "diss warent ab der Etsche" |        |
| Erzingen           | Hainrich | Hainrich von Erzingen | Erzingen (Klettgau)                                      | Ertzingen; Ärtzingen; Erzingin                       | • Chronik des Nicolaus Stulmann, 1407 • Thurgauer Chronik • Oesterreichische Verlustliste, 1488 | "duo"; "Item die von Fridburg " |        |
| Eschenz            | Hainzman; Haitzman; Heintzman; Heineman; Heynman, Hans von Schwandegg                                                  | Haintzman von Eschenz | verm. Schloss Schwandegg                                 | Aeschentz; Eschentz; Hans von Schwandegg             | • Thurgauer Chronik • Anonyme österreichische Chronik in Stuttgart, Handschrift 16. Jh. • Breisgauische Liederhandschrift, 1445 • Conrad Schnitt: Wappenbuch der Baslerischen Geschlechter, 1530 • Eydgnössisch-schweytzerischer Regiments Ehren-Spiegel • Oesterreichische Verlustliste, ca. 1484 • Zusätze zu Petermann Etterlins Chronik, 1531–1545 • Chronik des Benedictinerstiftes Zwettel in Österreich • Liste des Christian Wurstisen, nach 1580 | Es wird von einem Eschenz "der Alt" bzw. "et duo ejus filii" mit seinen beiden Söhnen berichtet. Hanhart führt Hans von Schwandegg und Kunrad von Wagenhausen als die beiden gefallenen Söhne des Hamann von Eschenz auf.                                                   |        |
| Eschenz            | Haman; Hanman; Hamman; Henman; Henmann;                                                                                | Haman von Eschenz     | Burg Eschenz (Diegten)                                   | Aeschentz; Aschschenntz; Eschentz; Oschenz, Oschentz | • Thurgauer Chronik • Oesterreichische Verlustliste, 1488 • Anonyme österreichische Chronik in Stuttgart, Handschrift 16. Jh. • Breisgauische Liederhandschrift, 1445 • Eydgnössisch-schweytzerischer Regiments Ehren-Spiegel • Oesterreichische Verlustliste, ca. 1484 • Erhard von Appenwiler, Kaplan in Basel, Fortsetzung der Sächsischen Weltchronik, 1439 • Frankfurter Verlustliste; Luzerner Chronik von Melchior Russ, 1482 • Conrad Schnitt: Wappenbuch der Baslerischen Geschlechter, 1530 • Chronik des Benedictinerstiftes Zwettel in Österreich • Liste des Christian Wurstisen, nach 1580 | Es wird von einem Eschenz "der Alt" bzw. "et duo ejus filii" mit seinen beiden Söhnen berichtet. |        |
| Eschenz            | Herman; Hermannus; Kunrad                                                                                              | Herman von Eschenz    | verm. Wagenhausen                                        | Kunrad von Wagenhausen                               | • Thurgauer Chronik • Conrad Schnitt: Wappenbuch der Baslerischen Geschlechter, 1530 • Liste des Christian Wurstisen, nach 1580 | Es wird von einem Eschenz "der Alt" bzw. "et duo ejus filii" mit seinen beiden Söhnen berichte. Hanhart führt Hans von Schwandegg und Kunrad von Wagenhausen als die beiden gefallenen Söhnen des Hamann von Eschenz auf. "tilii sui"                                       |        |
| Eseulon?           | Walther, Hainrich | Heinrich von Eseulon  |                                                          |                                                      | Eydgnössisch-schweytzerischer Regiments Ehren-Spiegel | einzige Nennung. Wird darin jedoch zweimal genannt, einmal als Heinrich von Eseulon und einmal als Walther Spät Eselen. Eventuell handelt es sich hierbei auch um Heinrich Kall.                                                                                            |        |
| Espental?          | unbekannt | ? von Espental        |                                                          | Espendal                                             | • Jakob Twinger von Königshofen, Stiftsherr zu Straßburg • St. Blasianer Handschrift von Königshofens Chronik | einzige Nennung |        |
| Ettenheim?         | unbekannt | ? von Ettenheim       | Straßburg?                                               |                                                      | Jakob Twinger von Königshofen, Stiftsherr zu Straßburg | einzige Nennung |        |